# تشارلي فرانك (لاعب كرة قاعدة)
تشارلي فرانك (بالإنجليزية: Charlie Frank)‏ هو لاعب كرة قاعدة أمريكي، ولد في 30 مايو 1870 في موبيل في الولايات المتحدة، وتوفي في 24 مايو 1922 في ممفيس في الولايات المتحدة.

## وصلات خارجية
- تشارلي فرانك على موقعبيزبول رفرنس.كوم (الدوري الرئيسي) (الإنجليزية)